# Nanson
Nanson is een plaats in de regio Mid West in West-Australië. 

## Geschiedenis
Luitenant George  Grey verkende de streek in 1829. In 1851 vestigde Michael Morrissey zich op een pastoraal station, 'Paradise Valley', langs een bijrivier van de Chapman. Morrissey stierf in de jaren 1890 en de overheid kocht in 1904 een deel van het station. Er werd een dorp gesticht dat naar John L. Nanson, parlementslid voor Greenough, werd vernoemd. Nanson werd officieel gesticht in oktober 1910.
De 'Upper Chapman Railway' opende in 1910 en Nanson kreeg een nevenspoor ('siding'). Er werd een postkantoor gebouwd en tegen 1913 een schooltje gevestigd. Dat jaar, na bouw van het 'Roads Board Office', werd het ook de hoofdplaats voor het district. Er was een bakkerij, een slagerij en een winkel. In 1924 werd ter herdenking van de gesneuvelden in de Eerste Wereldoorlog een gemeenschapszaal gebouwd, de 'Memorial Hall'.
De door John Hawes ontworpen katholieke 'Church of Our Lady of Fatima' werd in 1938 in Nanson gebouwd. In februari 1953 opende de Anglicaanse 'Church of St Luke' er. In 1957 werd de 'Upper Chapman Railway' uit dienst genomen. De gemeenschapszaal werd in 1969 verkocht en een jaar later naar Geraldton verhuisd.
In 1982 werd de 'Chapman Valley Historical Society' opgericht. Het werd in het in 1983 gerenoveerde 'Roads Board Office' ondergebracht. Daarrond werd vervolgens het 'Chapman Valley Heritage Centre' ontwikkeld.

## Beschrijving
Nanson maakt deel uit van het lokale bestuursgebied (LGA) Shire of Chapman Valley, een landbouwdistrict waarvan Nabawa de hoofdplaats is.
In 2021 telde Nanson 84 inwoners, tegenover 386 in 2006.

## Ligging
Nanson ligt langs de Chapman, 442 kilometer ten noordnoordwesten van de West-Australische hoofdstad Perth, 31 kilometer ten noordoosten van Geraldton en 8 kilometer ten zuidwesten van Nabawa.